# 천도교유지재단
천도교유지재단은 포교, 교육, 구제, 복지, 탁아, 사회복지시설, 노인복지, 기타 사회사업에 필요한 재산을 공급하기 위하여 수운회관 임대사업과 기타신종사업을 개발하고 기본재산 및 보통자산을 수호하기 위하여 1954년 3월 24일 설립된 문화체육관광부 소관의 재단법인이다. 사무실은 서울시 종로구 경운동 88이다.

## 주요 사업
- 포교사업, 교육사업, 구제사업, 탁아 사업, 사회복지시설사업, 노인복지사업, 기타사회사업